# Tommy Cheadle
Tommy Cheadle, all'anagrafe Thomas Cheadle (Stoke-on-Trent, 8 aprile 1919 – Bucknall, 4 settembre 1993) è stato un calciatore inglese, di ruolo difensore.

## Caratteristiche tecniche
Era un difensore centrale. Ben piazzato fisicamente, era anche dotato di ottima velocità e per questo motivo difficile da superare. Era inoltre considerato un giocatore particolarmente tenace e duro, tanto che nel corso degli anni ricevette complessivamente 22 punti di sutura alla testa a causa di vari scontri con giocatori avversari.

## Biografia
Prima dello scoppio della seconda guerra mondiale lavorava in un'azienda che produceva ceramica; prese poi parte alla guerra, ed iniziò a giocare a calcio in modo regolare solamente prendendo parte ad alcuni incontri di natura amichevole durante il periodo bellico. In questi anni incontra Ken Fish, preparatore atletico dei professionisti del Port Vale (club della terza divisione inglese) che a sua volta era arruolato e che, avendolo visto giocare, lo invitò a sostenere un provino con il suo club al termine del conflitto, cosa che effettivamente Cheadle fece, venendo tesserato ed ottenendo uno stipendio di 8 sterline a settimana che gli consentì di dedicarsi esclusivamente al calcio, pur iniziando a giocare in età avanzata (aveva infatti 27 anni).

## Carriera
Nella stagione 1946-1947, la sua prima in carriera, si impone fin da subito nella formazione titolare del Port Vale, con cui gioca 32 partite e segna 3 gol in campionato e gioca ulteriori 5 partite in FA Cup; nelle due stagioni successive gioca con frequenza leggermente minore (23 presenze ed 8 reti e 22 presenze e 2 reti rispettivamente), mentre dalla stagione 1949-1950 torna stabilmente a giocare da titolare. Nel corso degli anni diventa inoltre capitano dei Valiants, con cui nella stagione 1953-1954 vince il campionato di terza divisione e raggiunge la semifinale di FA Cup: in questa stagione, insieme al portiere Raymond King ed ai compagni di reparto Stan Turner, Reg Potts e Roy Sproson costituisce la cosiddetta Iron Curtain: il Port Vale subisce infatti solamente 21 partite in 46 reti di campionato, risultando essere la miglior difesa non solo della Third Division North ma di tutta la terza divisione (la seconda miglior difesa della categoria, con ben 51 gol subiti, ovvero più del doppio di quelli dei Valiants, era infatti l'Ipswich Town vincitore della Third Division South). Dal 1954 al 1957 gioca quindi in seconda divisione, categoria in cui totalizza complessivamente 59 presenze. Al termine della stagione 1956-1957, all'età di 38 anni, lascia il Port Vale dopo complessive 358 presenze e 14 reti in partite ufficiali (333 presenze e tutte e 14 le reti nei campionati professionistici inglesi), e si accasa al Crewe Alexandra, nuovamente in terza divisione, dove oltre a giocare ricopre anche il ruolo di vice allenatore. A fine anno il club viene ammesso alla neonata Fourth Division (quarta divisione), categoria in cui Cheadle gioca nella stagione 1958-1959, al termine della quale all'età di 40 anni e dopo 13 anni di carriera si ritira.

## Palmarès

### Club

#### Competizioni nazionali
- Third Division North: 1

Port Vale: 1953-1954